# 15559 Abigailhines
15559 Abigailhines este un asteroid din centura principală de asteroizi.

## Descriere
15559 Abigailhines este un asteroid din centura principală de asteroizi. A fost descoperit pe 5 aprilie 2000 la Socorro, New Mexico, în cadrul proiectului LINEAR. Asteroidul prezintă o orbită caracterizată de o semiaxă mare de 2,62 ua, o excentricitate de 0,08 și o înclinație de 1,8° în raport cu ecliptica.